# Portugál férfi kézilabda-válogatott
A portugál férfi kézilabda-válogatott Portugália nemzeti csapata, melyet a Portugál Kézilabda-szövetség (portugálul: Federação Portuguesa de Andebol) irányít.

## Eredmények
Nyári olimpiai játékok
- 1936 – nem jutott ki
- 1972–2016 – nem jutott ki
- 2020 – 9. hely

Világbajnokság
- 1938–1995 – nem jutott ki
- 1997 – 19. hely
- 1999 – nem jutott ki
- 2001 – 16. hely
- 2003 – 12. hely
- 2005–2019 – nem jutott ki
- 2021 – 10. hely
- 2023 – 13. hely
- 2025 – 4. hely

Európa-bajnokság
- 1994 – 12. hely
- 1996–1998 – nem jutott ki
- 2000 – 7. hely
- 2002 – 9. hely
- 2004 – 14. hely
- 2006 – 15. hely
- 2008–2018 – nem jutott ki
- 2020 – 6. hely
- 2022 – 19. hely
- 2024 – 7. hely